# Джон Гендлі Барнгарт
Джон Гендлі Барнгарт (англ. John Hendley Barnhart, 1871–1949) — американський ботанік та автор, який спеціалізувався на біографіях ботаніків.

## Життєпис
Барнгарт народився в Брукліні, Нью-Йорку 4 жовтня 1871 року. Він поступив до Весліанського університету у Мідлтауні, отримав ступінь бакалавра у 1892 році та ступінь магістра (англ. Master of Arts) у наступному році. У 1896 році закінчив Колумбійський коледж лікарів та хірургів, отримав ступінь доктора медицини (англ. Doctor of Medicine), хоча він ніколи не займався медициною.
Протягом багатьох років до свого призначення помічником редактора Нью-йоркського ботанічного саду у 1903 році і аж до своєї відставки у 1942 Барнхарт старанно працював з досьє ботаніків як бібліограф.
Був головним редактором журналу "Вісник ботанічного клубу Торрея" в 1904-1907 рр. та президентом Ботанічного клубу Торрея в 1937 році.
Джон Гендлі Барнгарт помер 11 листопада 1949 року.

## Наукова діяльність
Джон Гендлі Барнгарт спеціалізувався на насіннєвих рослинах.

## Праці
- A New Utricularia from Long Island. 1907
- The Published Work of Lucien Marcus Underwood, in Bulletin of the Torrey Botanical Club 35 (1908): 17-38.
- Some American botanists of former days, 1909
- Some Fictitious Botanists, 1919
- «Sartwell, Henry Parker (1792–1867)» in American Medical Biographies, ed. Howard A. Kelly (1920)
- Biographical Notes Upon Botanists. Compiled by John Hendley Barnhart and maintained at the New York Botanical Garden Library, 1965
- Ferns of the Southeastern States. Descriptions of the fern-plants growing naturally in the state south of the Virginia-Kentucky state line and east of the Mississippi river (with John Kunkel Small, 1938)